# Цілинна ділянка вздовж залізниці (Мелітопольський район)
Цілинна ділянка вздовж залізниці — ботанічна пам'ятка природи місцевого значення. Об'єкт розташований на території Мелітопольського району Запорізької області, село Новобогданівка.
Площа — 5 га, статус отриманий у 1972 році.